# Giacomo Zanella
Giacomo Zanella, född den 9 september 1820 i Chiampo i provinsen Vicenza, död den 17 maj 1888, var en italiensk skald.
Zanella ingick i andliga ståndet, blev 1856 lyceiföreståndare i Vicenza och 1862 i Padua. Han beklädde 1866-72 en lärostol i italienska litteraturen vid Paduas universitet och drog sig därefter tillbaka till privatlivet. Han utgav diktverken Versi (1868), Il piccolo calabrese (1870), Poesie (1877), Nuove poesie (1878), L'astichello (1880), Edvige, racconto (1881); vidare Scritti vari (1877), Storia della letteratura italiana (1880), Parallelli letterari (1885) och Della letteratura italiana nell' ultimo secolo (samma år; 3:e upplagan 1899) samt översättningar av engelsk poesi, samlade i Varie versioni poetiche (1888). Hans samlade dikter utkom 1894 i 2 band. Zanella sökte i poetisk syntes förena modern åskådning och gammal tro, besjöng patriotiska motiv (A Camillo Cavour), vetenskapliga och tekniska landvinningar (L'industria, Il taglio dell'istmo di Suez, Sopra una conchiglia fossile nel mio studio med flera) och naturen i fin, ideellt nobel stil.

## Källor

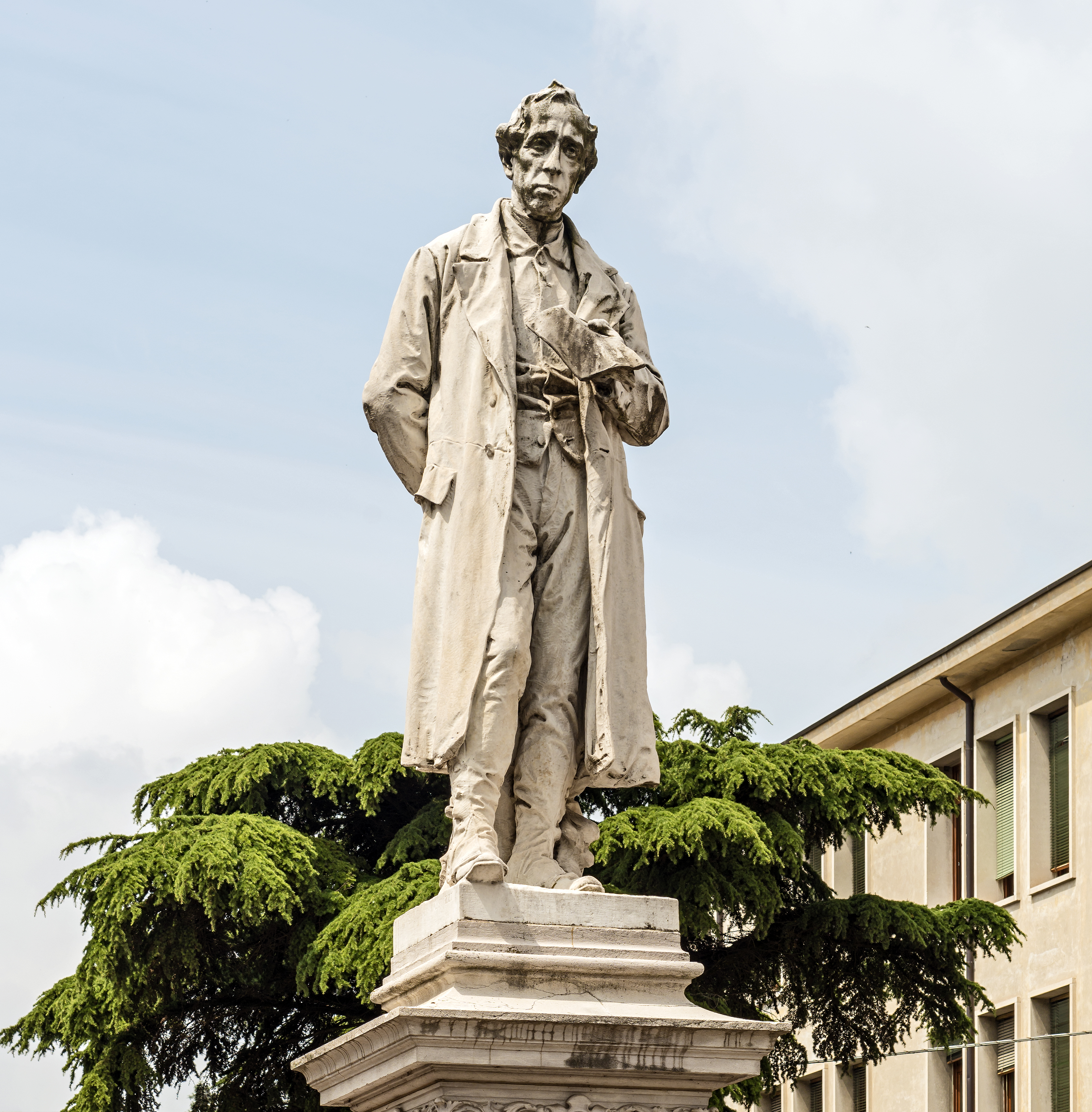
Monument till Vicenza.
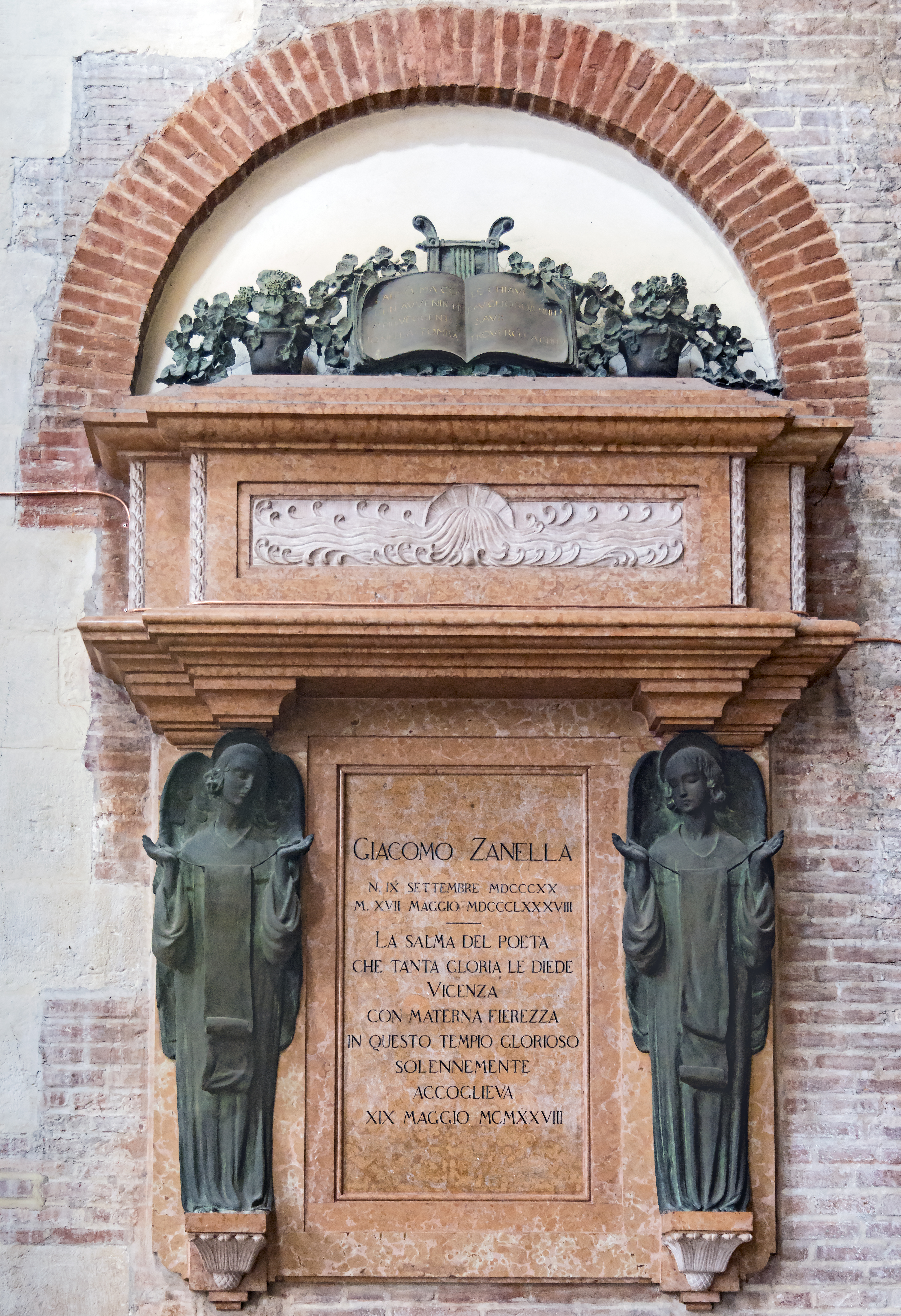
Grav Giacomo Zanella.